# EXILIM

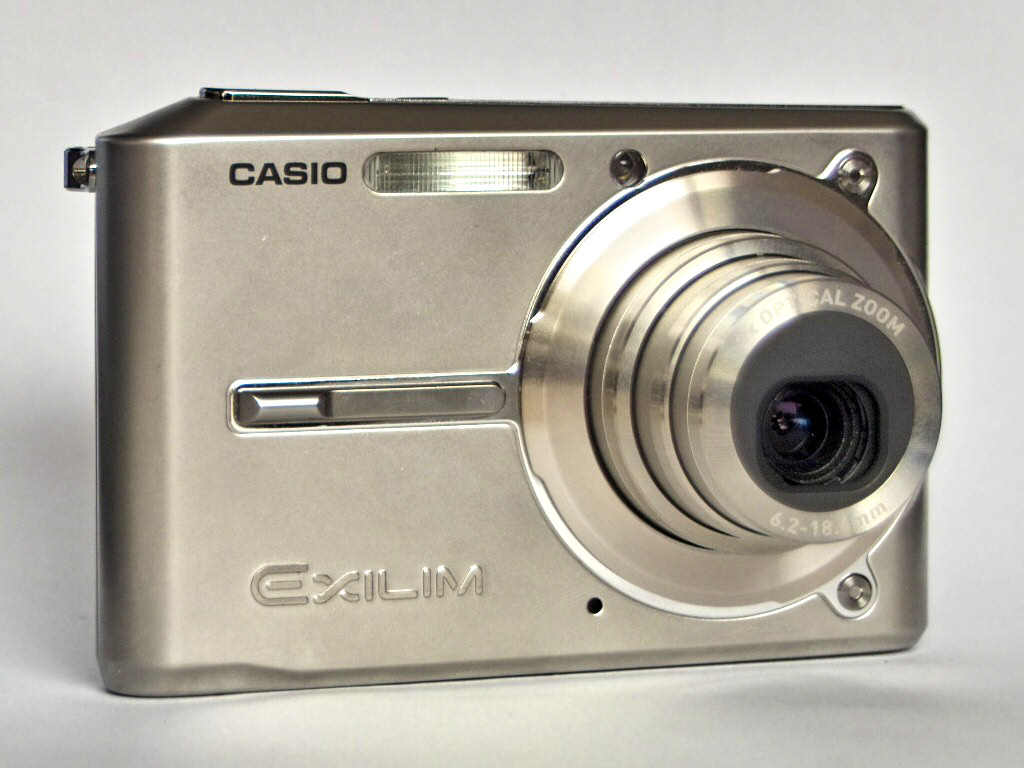
カシオ・EXILIM EX-S600

EXILIM(エクシリム)は、カシオ計算機が開発・販売していたデジタルカメラ、またはカメラ機能重視型の携帯電話(後述)のブランドである。

## 概要
カシオは日本で初めてデジタルカメラ「QV-10」を市販して以来、一般ユーザーやプロ仕様のデジタルカメラを製造してきた。当時のデジタルカメラはシャッターを押してから写真（静止画）が取り込まれるまで時間がかかり、またサイズも従前のフィルムカメラと同じように大きめのサイズが主流だったため、ポケットなどへ入れての携帯など不便な面も多かった。
そこで、シャッターを押してから瞬時に写真を取り込めるようにする「ウェアラブル・カードカメラ」というコンセプトとともに、小型・軽量化でポケットなどへの携帯をよりしやすくしたカードサイズデジタルカメラである、初代のEXILIMを開発した。ブランド名のEXILIMはラテン語の「並外れた」「驚き」を意味する「Eximius」（エクシミウス）と、英語の「Slim」（スリム）を合体させた造語で、究極の薄さのデジタルカメラという意味が込められている。実際、初期のEX-S1は名刺入れに入る程薄く小さい。
最近発売されたモデルでは、ビデオカメラ並みの1秒30フレームの高画質ムービー映像が撮影でき、高画質の写真撮影、手ぶれ補正機能や、人物・夜景など様々なシチュエーションに合せた写真の高画質撮影が楽しめるベストショット機能、マイクロレコーダー機能や、音楽やポッドキャスティングの番組が聴けるMP-3プレーヤーとしても使える機能も備わったものもある。
EX-S1の成功からカシオではEXILIMを主力ブランドとした。初代のEXILIMは単焦点だったが、現在では3倍ズームレンズを搭載したエクシリムカードシリーズがその系統を継いでいる。また、派生モデルとしてマニュアル撮影や動画撮影を強化したエクシリムプロシリーズ、ズームレンズを搭載して省電力化を売りにしたエクシリムズームシリーズなどが存在する。
現在発売されている機種の多くはペンタックス製smcレンズを搭載している。

### 事業撤退
2018年5月9日、カシオは市場の縮小により赤字となっているEXILIM等のコンパクトデジタルカメラ事業からの撤退を発表した。ユーザーへのアフターサポートは規定に基づいて継続され、カシオは今後「独自技術、ノウハウを活用した新しい事業領域を創造する」としている。

## 製品一覧

### 単焦点シリーズ

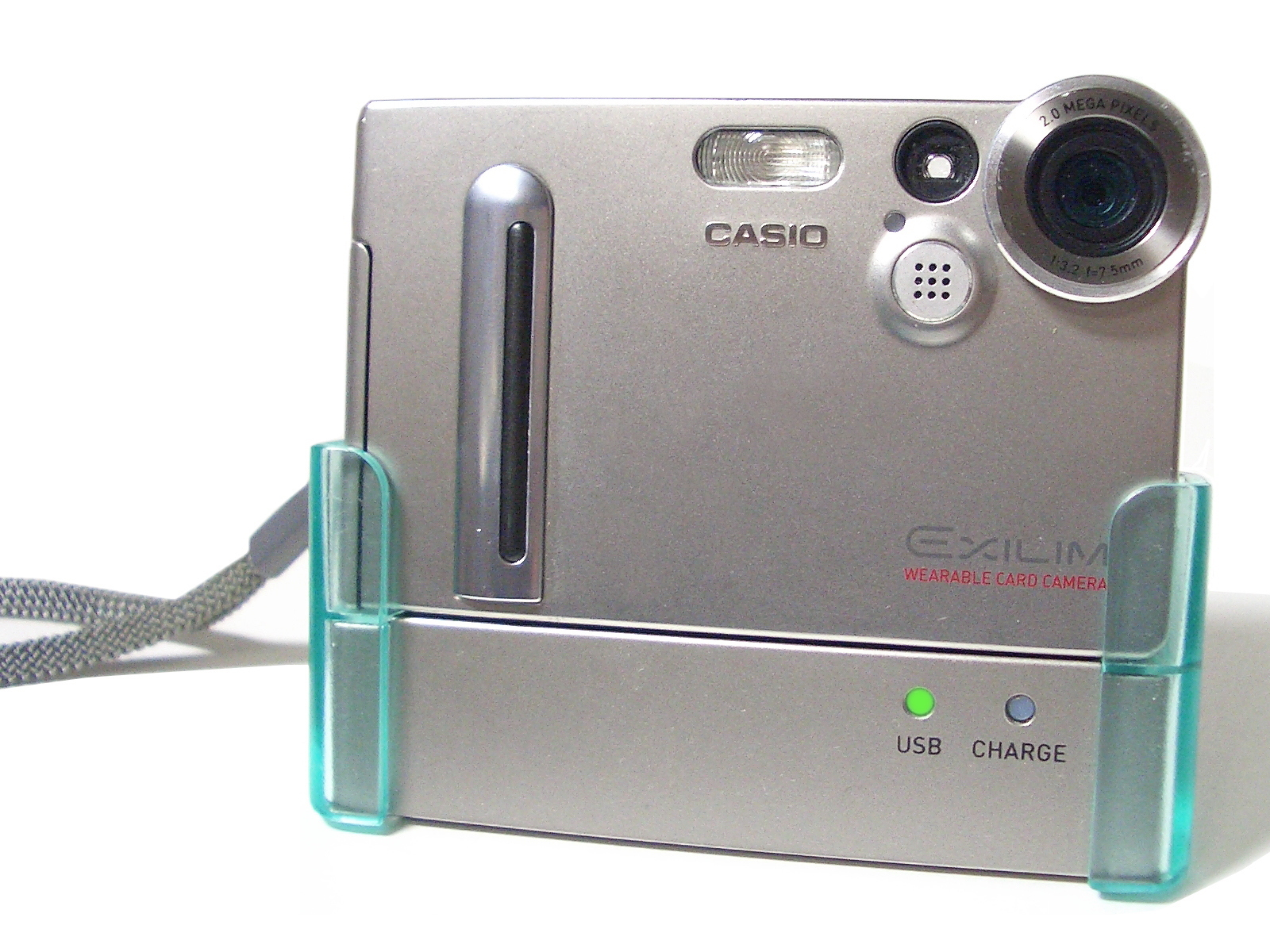
カシオ・EXILIM EX-M2（充電用クレードル装着例）

単焦点レンズを搭載した初代EXILIMとその派生機。
現在はズームレンズ採用のEXILIM・カードシリーズにラインアップされている。
- EX-S1 - いわゆる初代EXILIM。
- EX-M1 - MxシリーズはMP3プレイヤーとしても利用可能。
- EX-S2
- EX-M2
- EX-S3 - 単焦点シリーズでは最大の有効画素数320万画素CCDを採用。
- EX-S20 - マクロ機能を搭載した。
- EX-M20 - 通販のみで販売された。

### EXILIM（エクシリム）
以前まではEXILIM CARD、EXILIM ZOOM、EXILIM Hi-ZOOMと分かれていたシリーズが、現在は統合されている。

#### EXILIM CARD（エクシリム・カード）
単焦点のSシリーズとほぼ同サイズのボディにズームレンズを組み込んだもの。ボディはステンレス製。
- EX-S100 - 透光セラミックをレンズに組み込み、かつソリッドなボディデザインで話題を呼んだ。
- EX-S500
- EX-S600
- EX-S770
- EX-S880
- EX-S10
- EX-S12 - 1210万画素搭載モデル
- EX-S200 - 1410万画素搭載モデル。
  - コラボレーションモデルが多数製造されており、「BLACK LAGOON」「ストライクウィッチーズ2」「けいおん!!」「涼宮ハルヒの消失」「鋼の錬金術師 嘆きの丘の聖なる星」「魔法少女まどか☆マギカ」等の各モデルが発売（各3000台受注限定生産）された。

#### EXILIM ZOOM（エクシリム・ズーム）

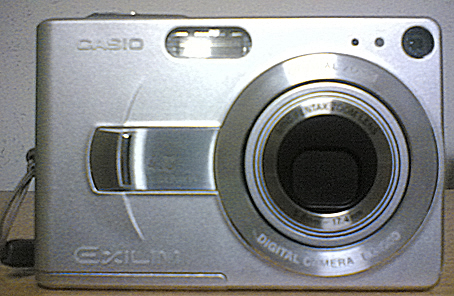
カシオ・EXILIM EX-Z40

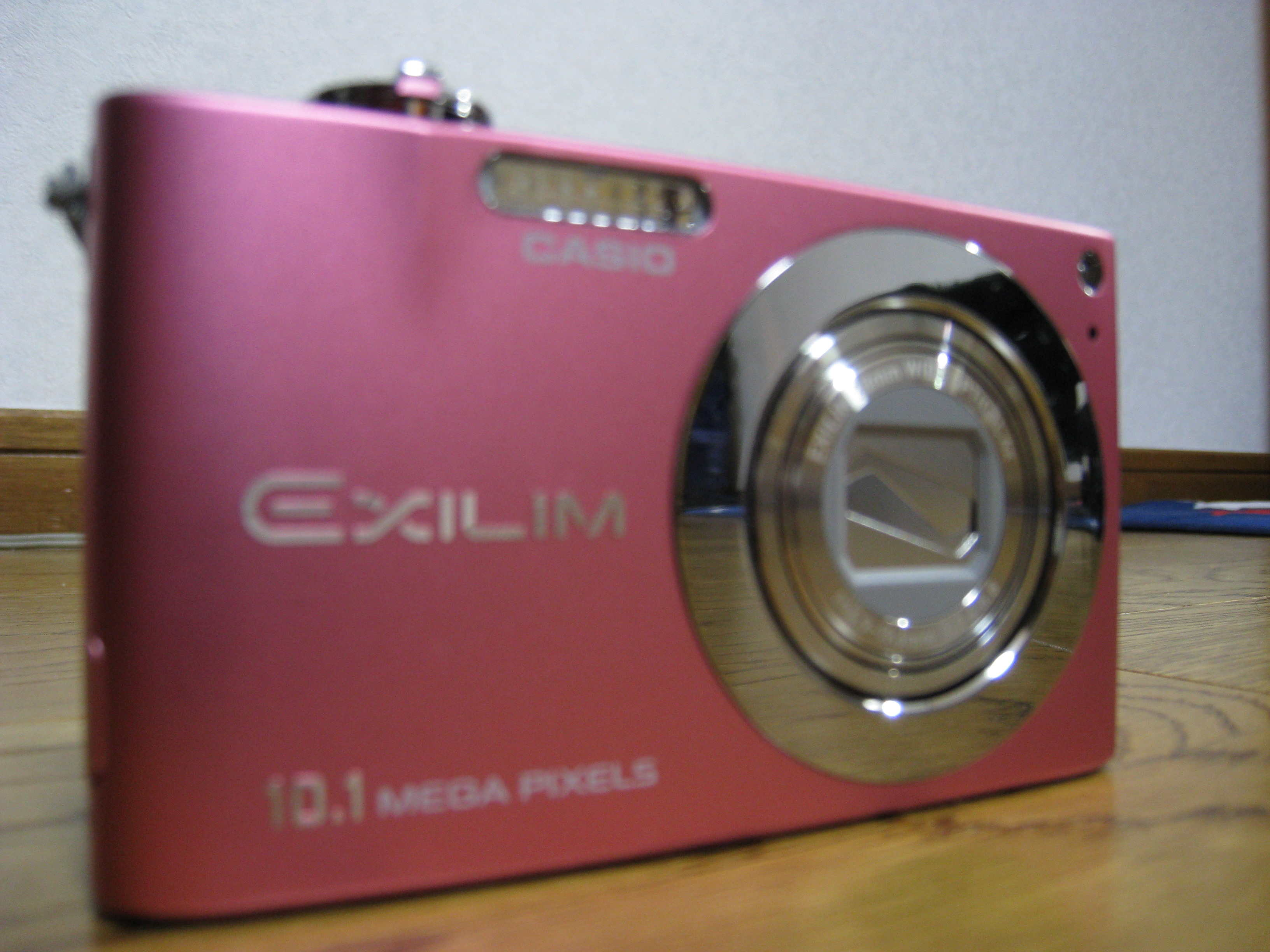
カシオ・EXILIM EX-Z100（ピンク）

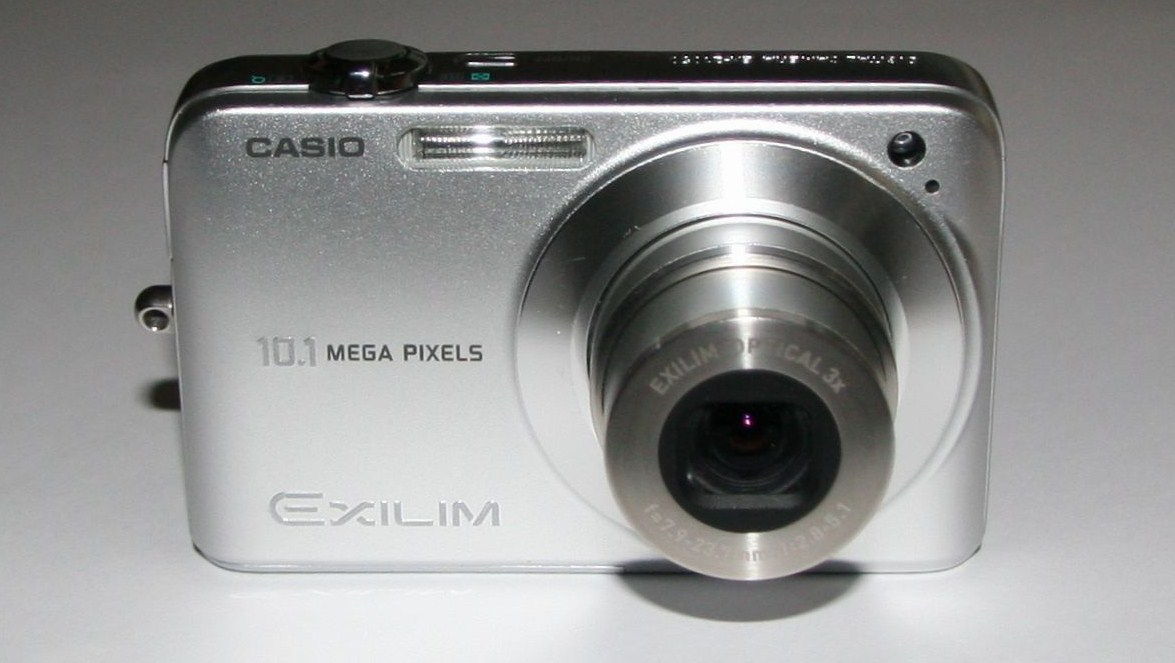
カシオ・EXILIM EX-Z1050

ズームレンズを搭載したシリーズで単焦点レンズを搭載したSシリーズと差別化を行っていたが、CARDシリーズもズームレンズを搭載したために現在ではバッテリーライフや、比較的安価な製品などで差別化を行っている。
公式HPにおいて「EXILIM ZOOM」が用いられているのはEX-Z370までとなっている。
- EX-Z3 - EXILIM・ズーム初号機。
- EX-Z4

- EX-Z30
- EX-Z40

- EX-Z50
- EX-Z55
- EX-Z57
- EX-Z750 - EX-Zx50シリーズはマニュアル撮影などEXILIM PROの機能を一部取り込んだ高機能機。

- EX-Z500 - Z500~700の機種はデザインがほぼ同じである。
- EX-Z850

- EX-Z600
- EX-Z60

- EX-Z1000 - コンパクト型として世界ではじめて1000万画素CCDイメージセンサを搭載した機種。
- EX-Z700
- EX-Z75
- EX-Z1050

- EX-Z1080 - EXILIM・ズームで初のH.264方式動画採用機種。動画撮影時間が増えた。
- EX-Z1200 - カシオ初の1210万画素機種。顔認識AF機能を搭載した機種。
- EX-Z77

- EX-Z100 - カシオ初のオートベストショットを搭載。光学4倍ズーム。
- EX-Z200 - EX-Z100にCCDシフト手ぶれ補正機能が付いたもの。
- EX-Z80

- EX-Z300 - EXILIMエンジン3.0搭載。夜景や逆光に強くなった。
- EX-Z250 - 910万画素搭載のEXILIMの機種は本機種が初めて。
- EZ-Z85

- EX-Z400 - EXILIMエンジン4.0搭載。「ダイナミックフォト」搭載の1210万画素。この機種から動画ファイル形式がH.264からMorion JEPGに戻った。
- EX-Z270
- EX-Z1

- EX-Z90
- EX-Z450 - EX-Z400とスペックは一緒だが、新たに自動でピントを検出する「さがしてフォーカス」を搭載したもの。

- EX-Z330 - EXILIMエンジン5.0を搭載、ダイナミックフォトを動画でも使用可能となった。メイクアップ機能も搭載。
  - コラボレーションモデルが多数製造されており、「リラックマ」（バンダイナムコゲームス）「ウルトラマン」「仮面ライダー」「阪神タイガース」「ウルトラセブン」「お〜い!竜馬」（以上セカンズ）「ミスマガジン2010」「NARUTO -ナルト- 疾風伝」「ナノ・ユニバース」「天才バカボン」「快獣ブースカ」「BLEACH」（以上EXILIMジャパンカルチャー実行委員会）「らき☆すた」（ソニー・マガジンズ）の各モデルが発売された。
- EX-Z2000 - EXILIMエンジン5.0を搭載し、シーン判別が強化された。1410万画素の5倍ズーム。また、液晶画面も23万ドットから46万ドットに向上。
- EX-Z550
- EX-Z2300 - 5倍通常の光学ズームのほかに、7.5倍相当までの超解像ズームを搭載。
- EX-Z800
- EX-Z370

- EX-ZS5 - USBケーブルによる充電に初めて対応。
- EX-Z3000 - EXILIM初のタッチパネル搭載機。

- EX-ZS10
- EX-ZS6 - ZS5と外見は似ているが、こちらはHD動画に対応。
- EX-ZS12
- EX-ZS20 - プレミアムオート搭載
- EX-ZS26
- EX-ZS27

- EX-JE10 - JEシリーズおよびNシリーズは女性向けのデザインとなっており、JE-10には首から掛けられる専用のケースが同梱されている。
- EX-N10 - キルトのようなテクスチャーを施したデザインとなっている。
- EX-N1

##### 流通限定モデル
- EX-Z150
- EX-Z29
- EX-Z33
- EX-Z2
- EX-Z35 - 1210万画素
- EX-Z37 - 1410万画素
- EX-Z16
- EX-Z680
- EX-Z27
- EX-ZS30
  - コラボレーションモデルが製造されており、「Wake Up, Girls!」モデルが発売（150台受注限定生産）された。
- EX-ZS35
  - コラボレーションモデルが製造されており、「ご注文はうさぎですか?」モデルが発売（500台受注限定生産）された。
- EX-Z770
- EX-Z780
- EX-Z880
- EX-ZS28

##### 学校・教育等対応モデル
- EX-Z110 - EXILIMズームの中では唯一乾電池に対応している機種である。
- EX-Z11
- EX-Z70
- EX-Z20
- EX-Z9

#### EXILIM Hi-ZOOM（エクシリム・ハイズーム）

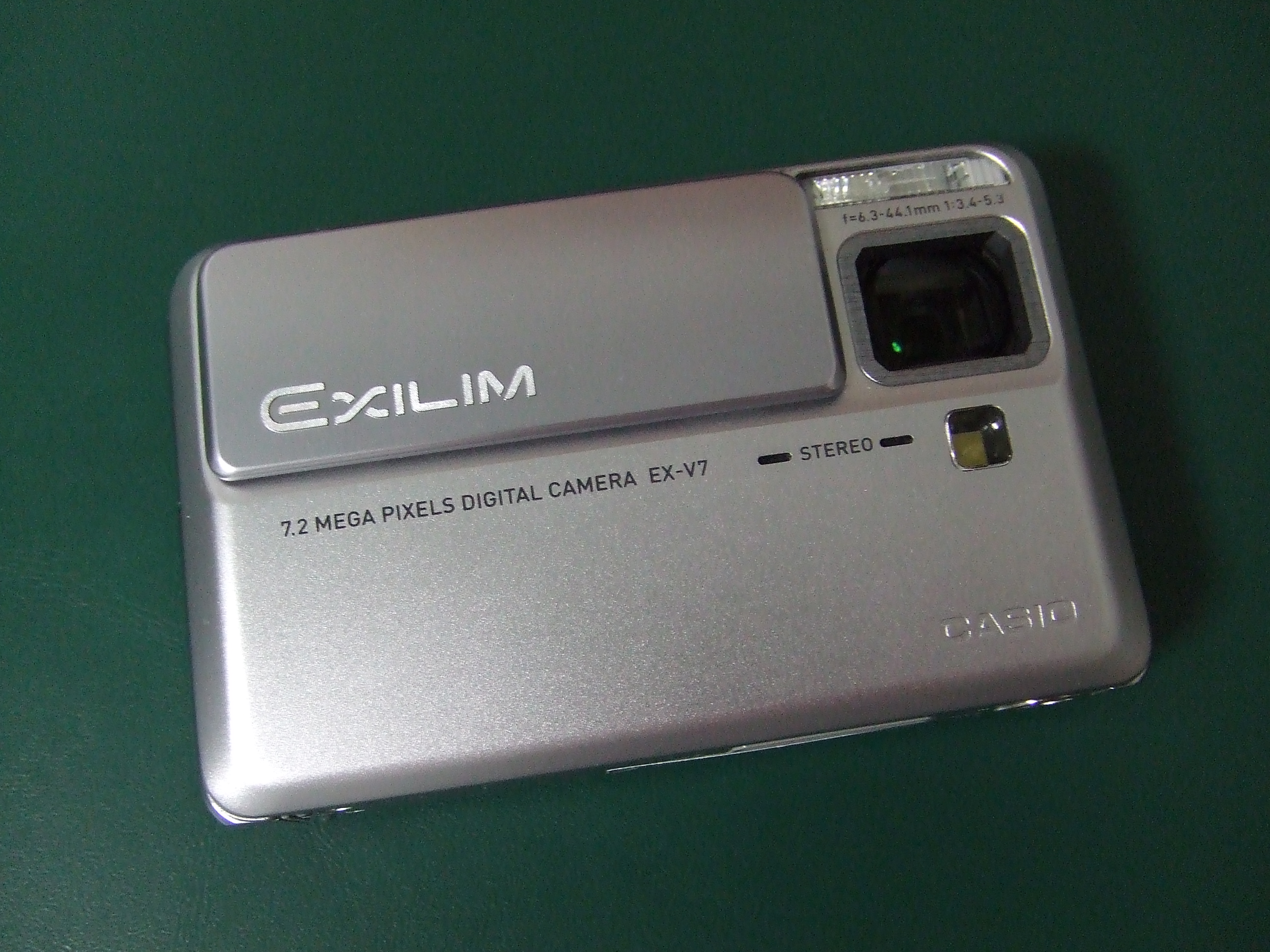
EXILIM Hi-ZOOM EX-V7

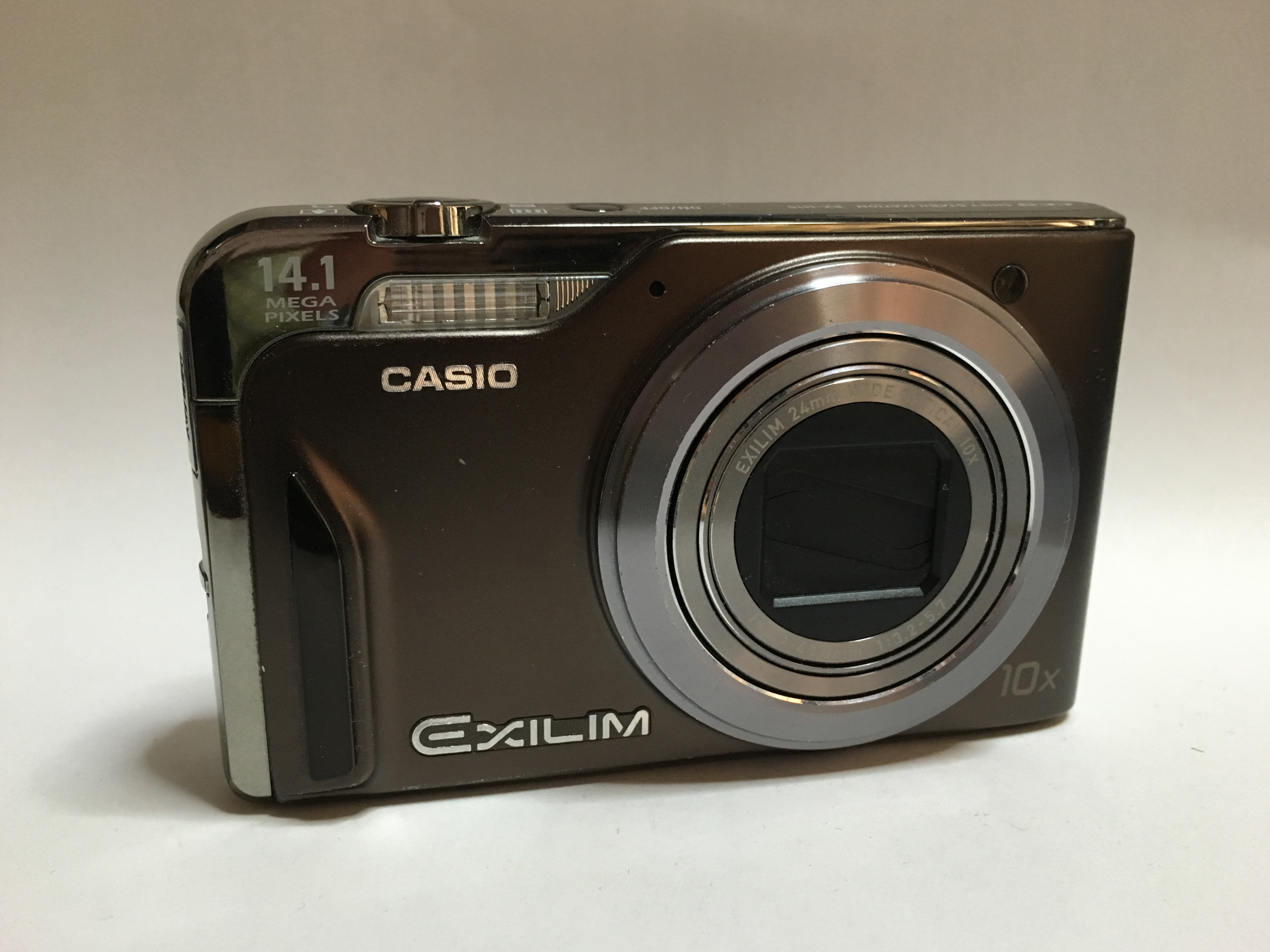
EXILIM Hi-ZOOM EX-H15

EXILIM・ズームシリーズと比較して高倍率のズームレンズとCCDシフト方式の手ぶれ補正機能を搭載する。シリーズ初の屈曲式光学ズームを採用したことで高倍率機ながらコンパクトなボディを実現した。
撮影機能においてはEXILIM・プロのようにシャッタースピード優先、露出優先などの撮影ができる多機能型である。撮影補助機能として、通常のフラッシュの他に携帯電話などに搭載される白色LEDを使用したフォトライトを搭載している。
EXILIM CARDのように動画撮影を得意としており、V7,V8ではH.264方式でステレオ音声のMPEG4ムービーを撮影できる。コンパクト機では数少ない、動画撮影中に光学ズームを併用した撮影も可能となっている。近年発表のないEXILIM PROの発展型と推測される。
公式に「EXILIM Hi-ZOOM」としてラインアップされている機種は「EX-H15」まで。この項目には「EXILIM Hi-ZOOM」として位置づけられたものと、光学ズームが10倍以上のもの(HIGH SPEED EXILIMを除く)を掲載する。
- Vシリーズ
  - EX-V7 - 720万画素
  - EX-V8 - 810万画素、V7からの新機能として顔認識機能、YouTubeムービーモードが搭載される。

- Hシリーズ
  - EX-H10 - シリーズ初の光学10倍ズーム、広角24mmレンズを採用。電池寿命もシリーズ最長の撮影枚数1000枚、連続再生11時間を実現。上記2機種のような屈曲式光学ズームではない。
  - EX-H15 - EX-H10の後継機種で、画素数、HD動画のフレーム数が向上した(24fps→30fps)。また、EXILIMエンジン5.0を搭載している。
  - EX-H20G - 「ハイブリッドGPS」を搭載し、現在位置と軌跡を表示可能。また｢EXILIMエンジンHS｣を搭載。
  - EX-H30 - 1610万画素。光学12.5倍ズーム搭載。
  - EX-H50 - EXILIMでは最高倍率となる光学24倍ズーム搭載。
  - EX-H60 - H50のマイナーチェンジモデル。

- ZSシリーズ
  - EX-ZS100 - 形状はH30と似ているが、初心者向けの｢easyモード｣を搭載。
  - EX-ZS150
  - EX-ZS160
  - EX-ZS170
  - EX-ZS180
  - EX-ZS190

##### 流通限定モデル
- EX-H5

### HIGH SPEED EXILIM（ハイスピード・エクシリム）

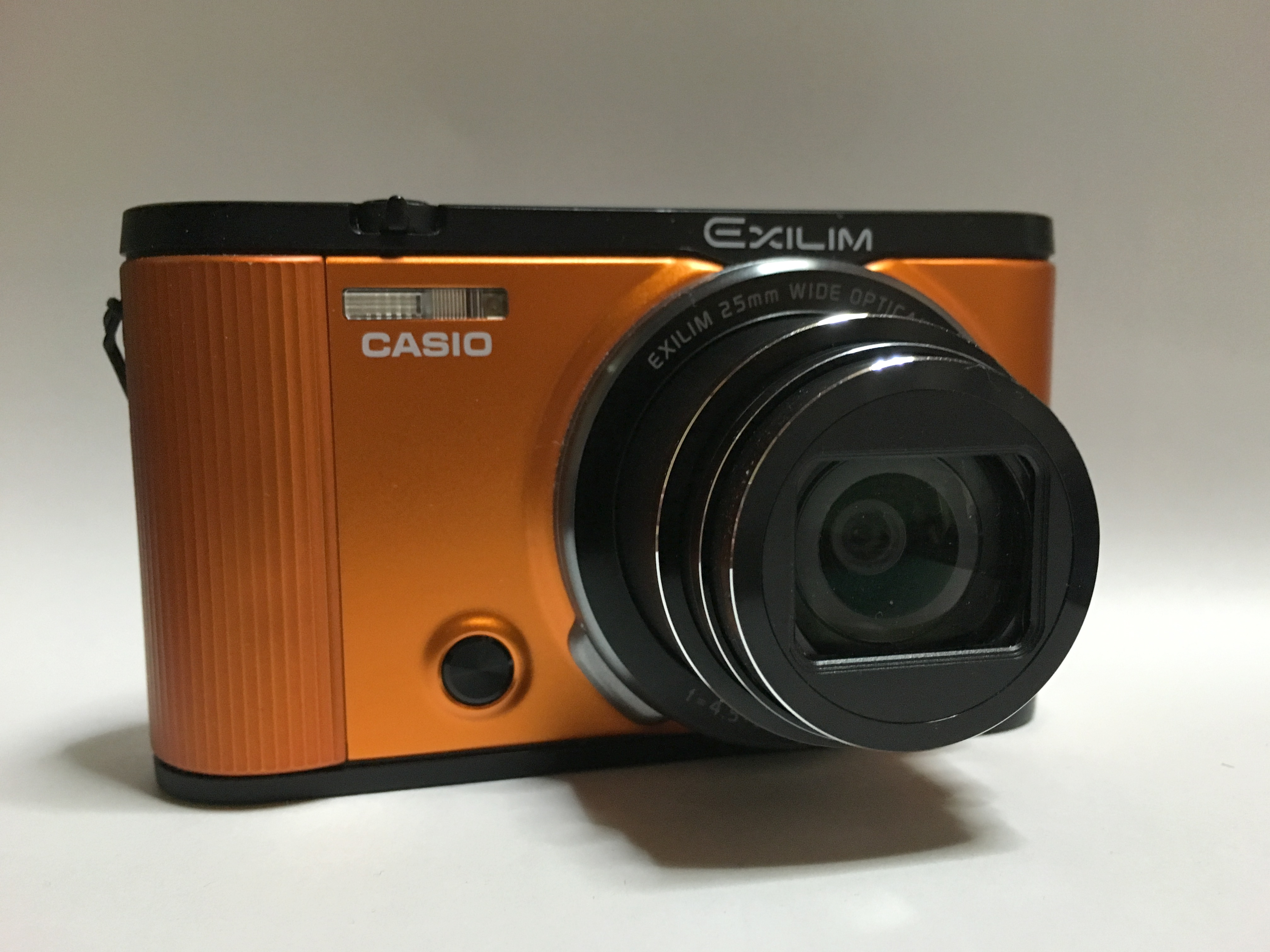
CASIO EXILIM EX-ZR1600

ハイスピードムービーや一押し30枚連写など、高速撮影に特化したシリーズ。
2008年に初号機であるEX-F1が発売され、以降コンパクトモデルのFCシリーズとフラッグシップモデルのFHシリーズに分かれていたが、2010年にZRシリーズの初号機であるZR10が発売されてからはZRシリーズがメインとなっている。型番に付けられている「S」はゴルファー向けモデルとなる。
- EXシリーズ
  - EX-10 - 2013年11月発売。2軸ブラケティング機能搭載モデル。カシオでは「プレミアムモデル」として位置付けている。
  - EX-100  - 2014年 3月発売。EX-10のズームを強化したモデル。光学10倍ズーム搭載。
  - EX-100PRO - 2015年1月発売。EX-100の業務用モデル。実験・分析・観察などに適しており、1秒1000フレームのハイスピードカメラとしての利用もできる。流通限定。
  - EX-100F - 2015年 8月発売。

- ZRシリーズ／SCシリーズ
  - EX-ZR10 - 2010年11月発売。露出の異なる連写画像を合成するHDRテクノロジーの採用で、白とびや黒つぶれを抑え、また、アート調の写真を作り出すことができる。
  - EX-ZR100 - 2011年 3月発売。ハイスピードムービーのほか、秒間40コマの高速連写が可能。
  - EX-ZR15 - 2011年 9月発売。2つのCPUを搭載し、超高速撮影や一眼レフさながらの背景をぼかした写真を撮ることが可能。
  - EX-ZR200 - 2011年11月発売。高速連写は秒間30コマまで落ちているが、画素数が上がり、ZR15の「背景ぼかし」機能も搭載している。
  - EX-ZR20 - 2012年 3月発売。ZR15の後継モデル。
  - EX-ZR300 - 2012年 6月発売。ZR200のマイナーチェンジモデル。
  - EX-ZR310 - ZR300の流通限定モデル。
  - EX-ZR1000 - 2012年11月発売。フラッグシップモデル。全てにピントの合った写真が撮影できる「全焦点マクロ」機能を搭載している。ZR400をベースにRAW撮影機能が追加されている。
  - EX-ZR1000BSA - 2012年12月発売。EXILIM10周年記念モデル。ZR1000がベース。
  - EX-ZR400 - 2013年 2月発売。ZR300の第三世代エンジン搭載モデル。「全焦点マクロ」機能をZRシリーズで初搭載。
  - EX-ZR410 - ZR400の流通限定モデル。
  - EX-ZR700 - 2013年 3月発売。ZRシリーズでは最高倍率となる光学18倍ズーム搭載。
  - EX-ZR800 - 2013年 8月発売。5軸・5段 HS手ブレ補正搭載。
  - EX-ZR1100 - 2013年 9月発売。5軸手ブレ補正を採用した高精細チルト液晶搭載。ZR500/ZR510をベースにRAW撮影機能が追加されている。
  - EX-ZR500 - 2014年 1月発売。ZR400を元に、5軸・5段 HS手ブレ補正を初搭載したモデル。
  - EX-ZR510 - ZR500の流通限定モデル。ZR 3桁シリーズ最後の1cmマクロカメラとなる。
  - EX-ZR850 - 2014年 5月発売。
  - EX-SC100 - ZR850の流通限定モデル。
  - EX-ZR1300 - 2014年 7月発売。ZR1100の後継機種。ZR 4桁モデルの最後の1cmマクロカメラとなる。
  - EX-ZR50 - 2014年 9月発売。
  - EX-ZR55 - ZR50の海外向けモデル。Bluetooth搭載。
  - EX-ZR1600 - 2015年 3月発売。Bluetooth搭載。スマートフォンとの連携が強化されている。
  - EX-ZR3000 -  2015年 7月発売。Bluetooth搭載。
  - EX-ZR60 -  2015年 8月発売。Bluetooth搭載。
  - EX-ZR62 - 2015年11月発売。EX-ZR60の流通限定モデル。14言語対応の日本限定販売。
  - EX-ZR1700 - 2016年 2月発売。Bluetooth搭載。EX-ZR1600のマイナーチェンジモデル。
  - EX-ZR1750 - 2016年 2月発売。Bluetooth搭載。EX-ZR1750の流通限定モデル。
  - EX-ZR3100 - 2016年 3月発売。ZR3000の後継モデル。
  - EX-ZR4000 - 2016年 9月発売。超広角19mm(35mmフィルム換算)光学5倍ズームレンズ搭載。ワイドビューフォト、メイクアップモードを搭載。
  - EX-ZR70 - 2016年12月発売。ZR60の後継モデル。
  - EX-ZR1800 - 2017年 2月発売。ZR1700の後継モデル。
  - EX-ZR3200 - 2017年 4月発売。ZR3100の後継モデル。
  - EX-ZR4100 - 2017年 8月発売。ZR4000の後継モデル。

- Fシリーズ／FHシリーズ
  - EX-F1 - 次世代「ハイスピード・カメラ」という、「コンパクトデジタルカメラ」でも「一眼レフデジタルカメラ」でもない、新たなカテゴリを提案したカメラ。1秒間に60コマという世界最速の超高速連写、一秒間に1200コマという驚異のハイスピードムービー、フルスペックのHD撮影を実現。元はEXILIM・プロの一つだったが、現在はハイスピード・EXILIMに位置づけられている。
  - EX-FH20 - EX-F1に比べ連写機能とハイスピードムービーは劣るが、有効画素数とズームレンズが向上された。光学20倍ズームレンズを搭載。
  - EX-FH25　－FH20から、マクロ機能、画素数が上がったほか、EX-FC150と同じくソニー製の裏面照射型CMOSを採用し、暗い場所の撮影にも強くなった。
  - EX-FH100 - マニュアル撮影が可能で、最高画素記録時に、RAWファイルを保存できるようになっている。

- FCシリーズ
  - EX-FC100 - シリーズ初のコンパクトボディモデル。劇団ひとりがダウンタウンDXに出演した際、愛用品として紹介された。
  - EX-FC150 －FC100から、有効画素数・連写機能が強化されたほか、ソニー製の裏面照射型CMOSを採用し、暗い場所の撮影にも強くなった。
  - EX-FC160S - スイングチェックなど、ゴルファー向けの機能が搭載された1010万画素。
  - EX-FC200S
  - EX-FC300S
  - EX-FC400S
  - EX-FC500S

- FSシリーズ
  - EX-FS10 - シリーズ初の屈曲式光学ズームを採用。
  - EX-FS10S － FS10と機能はほぼ同じだがゴルファー向けの「スイングチェック」機能を搭載している。流通(通販)限定販売。

- SAシリーズ
  - EX-SA10 - ゴルファー向けEXILIM[3]。FRシリーズからモニターを外した形状で、スマートフォン専用アプリ「EXILIM Connect for GOLF」で撮影し、「EXILIM Analyzer for GOLF」でスイング分析を行う。本体とミニ三脚、一脚ポール、バーマウント、スマートフォルダーからなるEX-SA10 GSETのみの設定。

### EXILIM TR（エクシリム・ティーアール）
単焦点レンズを搭載し、ボディの液晶画面とフレーム部分が回転する「エレメントスタイル」を採用したシリーズ。
- EX-TR100
  - 2011年に発売。当初日本ではヒットしなかったが、香港の人気モデルが自分撮りに使ったことがきっかけとなって、「自分撮りが容易できれいに撮れる」と中国や台湾を中心にアジア圏のSNSで話題となり、電気店に買い求める客が殺到するほどのヒット商品となった。さらに日本でも中国からの観光客が買い求めたため、供給不足になったことからプレミアム価格がつくほどとなった[4]。
- EX-TR150
  - 2012年4月20日に発売予定だったが、事前予約が殺到し予定の生産台数に達したため、発売前に日本国内向けの生産・販売の終了を告知する異例の事態となった[5]。
- EX-TR15
  - 2013年7月19日に限定3000台で発売[6]。中国市場で発売されている「EX-TR350」の日本国内ローカライズモデルとなる。その後、2013年7月31日に販売を終了したが、追加販売も検討されている[7]。

### EXILIM Outdoor Recorder（エクシリム・アウトドアレコーダー）
単焦点レンズを搭載し、レンズとモニターが分離されている機種。いわゆるアクションカムのような機種で、主にアウトドアでの利用が想定されている。かつては「EXILIM FR（エクシリム・エフアール）」というブランドで展開していたが、FR100発売後はFR10もEXILIM Outdoor Recorderとして併売されている。
- EX-FR10 HS
- EX-FR10 LIMITED EDITION - FR10をベースとしたカシオデジタルカメラ20周年記念モデルで、同社のデジタルカメラ初号機「QV-10」を意識したカラーリングとなっている。限定販売台数2000台。
- EX-FR100 - 新たにBluetoothによるスマートフォン連携に対応し、タフネス性能を装備したモデル。同社のスマートウォッチ「Smart Outdoor Watch WSD-F10」との連携にも対応しており、WSD-F10をFR100のファインダーとして使用する事が可能となっている。
- EX-FR200 - 一回のシャッターで180度の全天周映像を撮影でき、それ以外にも対角208度の超広角撮影対応に加え、2台のカメラユニット（EX-FR200CA）を使うことで360度の全天球撮影を実現した。発売と同時に、FR100及びFR200のカメラユニット部分のみ（品番の後ろにCAが付く）も発売されている。WSD-F10との連携も、二つのカメラと連携することが可能になった。
- EX-FR110H - FR100のバリエーションモデル。センサーを有効画素数190万の裏面照射型CMOSセンサーに変えたことにより、最大ISO感度51200での撮影が可能になった、暗所向けに特化したモデル。

### EXILIM G（エクシリム・ジー）
耐衝撃・防水・防塵・耐低温性能に特化したシリーズ。
- EX-G1

### EXILIM PRO（エクシリム・プロ）
シャッタースピード優先、露出優先などの撮影ができる多機能型。ズームシリーズの高機能型に吸収統合されており近年新製品は出ていなかったが、高速化を図ったF1が発売された。
- EX-P600
- EX-P700
- EX-P505 - 上記2機種とは異なり、5倍ズームレンズを搭載して動画撮影に特化されている機種。

### EXILIMケータイ

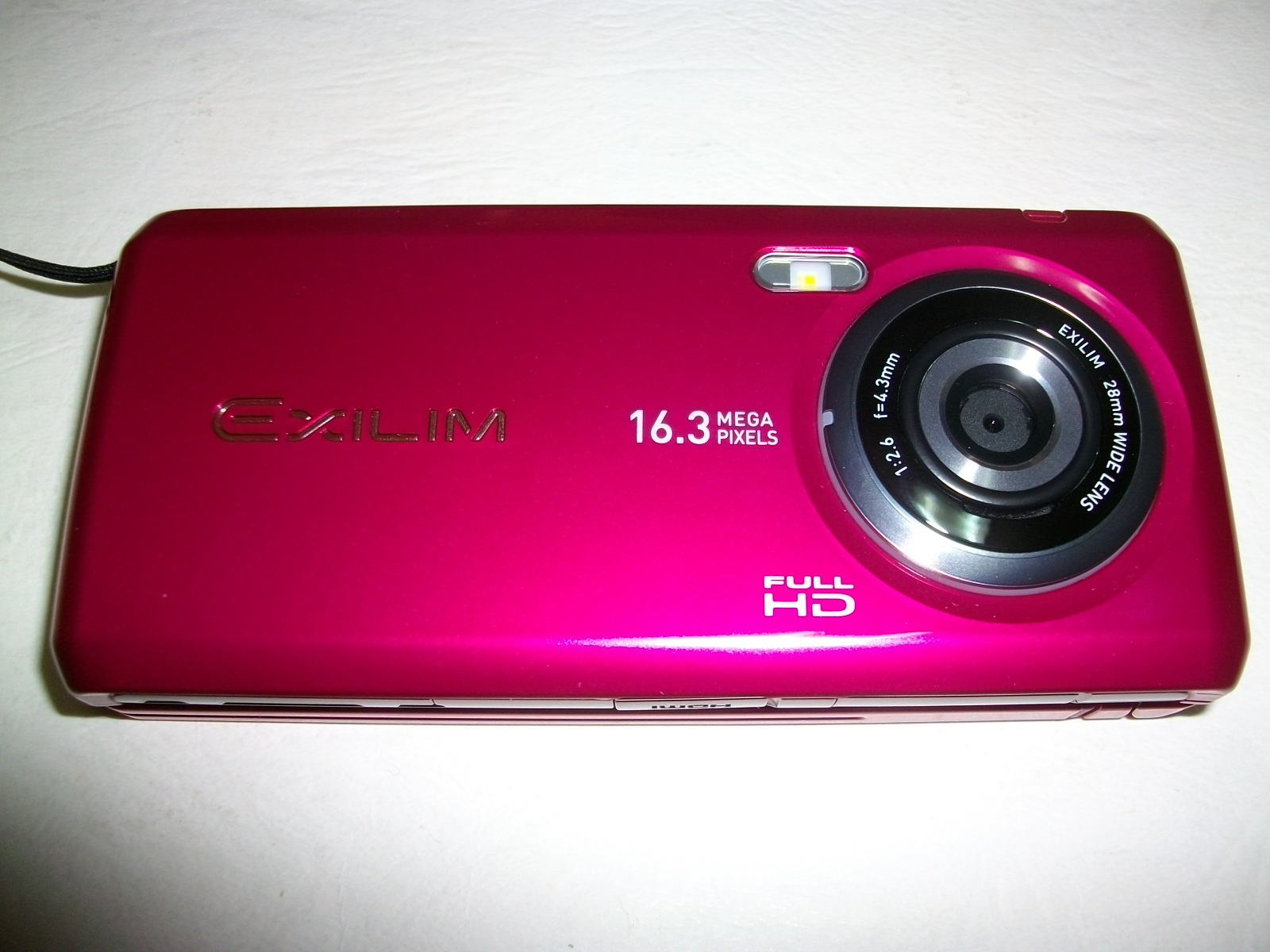
EXILIMケータイ
(docomo PRIME series CA-01C)

NECカシオモバイルコミュニケーションズ（旧・カシオ日立モバイルコミュニケーションズ）が開発および製造するEXILIMエンジンfor Mobileを搭載したカメラ付き携帯電話である。au（KDDI／沖縄セルラー電話）・ソフトバンクモバイル・NTTドコモ（ただしN扱い。後述）から販売されるカメラ機能に特化したモデルのみにこの愛称が付いている。携帯電話でありながら高い画素数を持つCMOSが搭載されており、手振れ補正、9点オートフォーカスなどが搭載されている。

#### 機種
- au（KDDI／沖縄セルラー電話）
  - W53CA - 国内初のEXILIMケータイ。515万画素のCMOSを搭載。携帯電話で初めて広角28mmレンズを採用。
  - W63CA - 809万画素のCMOSを搭載。顔認識機能とYouTubeムービーモードを搭載。
  - CA003 - 約1217万画素CMOSを搭載。従来の機能に加えて、秒間20枚連写と3倍デジタルズームに対応し、ISO3200での高感度の撮影が可能に。microSDHCに対応（最大16GB）。2009年冬モデルのハイエンドモデル。
  - CA004 - W63CAのリファインにあたるモデルで外装の一部とカラーリングを変更。機能自体はほぼW63CAに準拠している。2009年冬モデルのスタンダードモデル。
  - CA005 - 約1295万画素CMOSを搭載。CA003に搭載された機能を引き継ぎ、笑顔の瞬間にシャッターを切る「スマイル検出オートシャッター」を追加。また、EXILIMケータイでは国内初の防水性能（IPX5/IPX7相当）を備える。
  - CA006 - 約1316万画素CMOSを搭載。CA005の機能に加えて、新たにハイビジョンムービー撮影に対応。IPX5/IPX8相当の防水性能に加え、IP5X相当の防塵性能も備える。Wi-Fi WIN対応機。
- ソフトバンクモバイル
  - SoftBank 930CA - 809万画素のCMOSを搭載。カシオ製携帯電話で初めてmicroSDHCに対応（最大8GB）。
- NTTドコモ
  - docomo PRIME series CA-01C - NTTドコモ初のカシオブランド端末。約1630万画素CMOSを搭載。3DやフルHDムービー撮影に対応。なお、この機種についてはNECカシオが全面的に製造・開発を行ったため、ドコモとNECカシオではカシオ計算機ではなく日本電気（NEC、本来はN）扱いとなっており、NECの携帯電話の定番である瞬撮機能も有する。「Axxyyyyy」のコードも「AANyyyyy」。docomo PRIME series最終機種。
- ベライゾン・ワイヤレス（アメリカ合衆国）
  - C721 - 約510万画素の光学3倍ズーム採用・EXLIMケータイ初の防水性能（MIL-STD-810F準拠）を備える。
- LGテレコム（大韓民国）
  - canU801Ex - W53CAのベース機　韓国独自機能としてはDMB（日本ではワンセグに相当する機能）に対応している。

#### 500万画素以上の撮影素子搭載機種
EXILIMケータイの愛称のない、500万画素以上のデジタルカメラ搭載機種を以下に記す。
- au
  - W61CA - EXILIMエンジンfor Mobileを搭載した防水ケータイ。515万画素CMOSを搭載。
  - CA001 - 初のタッチパネル搭載機種。500万画素CMOSを搭載。
  - G'zOne TYPE-X - G'zOneシリーズでは初となる1295万画素CMOSカメラを搭載。
  - CA007 - 防水スタンダードモデル。約808万画素CMOSを搭載。WIN HIGH SPEED対応機。Wi-Fi WINは未対応。
  - G'zOne IS11CA - カシオ初のAndroid搭載スマートフォン。約808万画素CMOSを搭載。
  - G'zOne TYPE-L CAL21 - カシオ初のLTE対応スマートフォンで、CASIOブランドのスマートフォン最終機種。約808万画素CMOSを搭載。
  - G'zOne TYPE-XX - au3Gサービス終了に伴い通話通信機能が使用不能となるTYPE-Xの4G版後継機。カシオはデザインを担当。製造は京セラ。メインカメラは約1300万画素CMOSを搭載。

- ソフトバンク
  - SoftBank 830CA - カシオのソフトバンク参入第一号機

## CMモデル
- 彩輝なお（2005年-2007年）
- 水川あさみ（2007年-2009年）
- 杏（2008年　EXILIMケータイ W63CAのCMのみ）
- 三浦春馬（2009年8月から、メインイメージキャラクター）
- 有村智恵（2010年9月から、FCシリーズのみ）
- 寺本愛美（2011年11月～2012年11月、EX-ZR200／ZR300）